# Reial Societat Espanyola de Física i Química

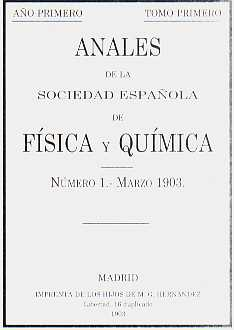
Portada del primer número de la revista

La Reial Societat Espanyola de Física i Química (RSEFQ) és una societat científica espanyola, fundada el gener de 1903 en la Universitat Central de Madrid. El seu primer president va ser José Echegaray y Eizaguirre i gairebé tots els seus primers membres fundadors pertanyien a la Reial Acadèmia de Ciències Exactes, Físiques i Naturals. L'objectiu fundacional era el foment de l'estudi d'aquestes dues ciències i la publicació de treballs sobre aquestes.
En 1980 es va escindir en dues noves societats: la Reial Societat Espanyola de Física (RSEF) i la Reial Societat Espanyola de Química (RSEQ)

## Història
La societat es constitueix el 23 de gener de 1903 amb el nom de Societat Espanyola de Física i Química (SEFQ) i molt aviat comença a publicar la revista Anales de la Sociedad Española de Física y Química. El nombre de socis va ser de 263 durant el primer any.
En els anys 20 es produeixen avanços considerables fruit d'una internacionalització creixent, amb l'enviament a l'estranger de científics espanyols becats, la visita a Espanya de nombrosos físics i químics punters procedents d'altres països, i la incorporació a societats internacionals com la IUPAC. En 1928, amb motiu del 25è aniversari de la seva fundació, la societat va ser distingida pel rei Alfons XIII i a partir de llavors rep el nom de Reial Societat Espanyola de Física i Química. A partir d'aquesta data es comencen a crear les seccions locals (Sevilla, Barcelona, Madrid, València) i se celebraran les reunions biennals de la societat.
En 1934, la Reial Societat es va encarregar de l'organització del IX Congrés Internacional de Química a Madrid, amb l'assistència de 1.500 químics de tots els països. El nombre de socis va seguir creixent fins a comptabilitzar uns 1400 durant la Segona República (cap a 1935). El parèntesi obligat per la guerra civil espanyola i les seves conseqüències suposarien una reculada del que no es podria sortir fins a la dècada dels 50.
La millorança econòmica posterior i el desenvolupisme dels 60 portarien un nou impuls amb l'obertura de noves universitats, la consolidació del CSIC i l'obertura de la ciència espanyola a l'exterior. Es generalitzen les seccions territorials i l'aparició de nombrosos grups especialitzats dins de la societat (com el grup de química orgànica i bioquímica creat en 1967). A diferència d'altres països, sempre s'ha trobat a faltar una major aportació de les iniciatives industrials privades.
A la fi dels anys 70, després de valorar l'impressionant augment en la quantitat de les produccions científiques espanyoles sobre física i química, i la incessant especialització d'aquestes disciplines, es decideix l'escissió de la societat en dues branques independents, les Reals Societats de Química (RSEQ) i de Física (RSEF), continuadores de la labor de la societat matriu que va celebrar la seva última reunió biennal a Burgos del 29 de setembre al 3 d'octubre de 1980.

## Presidents
La Reial Sociedad Espanyola de Física i Química elegia inicialment als seus presidents per períodes d'un any. Posteriorment va ser normal la permanència en el càrrec durant uns quants anys consecutius.
- 1903 José Echegaray y Eizaguirre
- 1904 Gabriel de la Puerta Ródenas y Magaña
- 1905 José Rodríguez Carracido
- 1906 José María de Madariaga y Casado
- 1907 José Muñoz del Castillo
- 1908 Eduardo Mier y Miura
- 1909 Enrique Hauser y Neuburger
- 1910 Alfredo Mendizábal
- 1911 José Casares Gil
- 1912 Francisco Iñiguez
- 1913 Vicente Felipe Lavilla
- 1914 Carlos Barrios
- 1915 Toribio Cáceres de la Torre
- 1916 Blas Cabrera Felipe
- 1917 Obdulio Fernández Rodríguez
- 1918 Juan Flórez Posada
- 1919 Domingo de Orueta y Duarte
- 1920 Leonardo Torres Quevedo
- 1921-22 Ricardo Aranaz e Izaguirre
- 1923-24 Blas Cabrera Felipe
- 1925-26 Obdulio Fernández Rodríguez
- 1927-28 Julio Palacios Martínez
- 1929-31 Enric Moles i Ormella
- 1932-33 Luis Bermejo Vida
- 1934-35 Ángel del Campo y Cerdá
- 1936 Arturo Duperier Vallesa
- 1939-41 Luis Bermejo Vida
- 1942 José García-Siñeriz y Pardo Moscoso
- 1942-49 Antoni Rius i Miró
- 1949-53 Manuel Lora-Tamayo Martín
- 1954-58 José María Otero de Navascués
- 1958-62 Juan Luis de la Infiesta Molero
- 1962-66 Armando Durán Miranda
- 1966-70 Enrique Gutiérrez Ríos
- 1970-74 José Aguilar Peris
- 1974-78 José Miguel Gamboa Loyante
- 1978-80 Carlos Sánchez del Río y Sierra

## Publicacions
La principal publicació de la societat era la revista Anales de la SEFQ que va tenir diverses èpoques amb canvis de denominació.
- Anales de la Sociedad Española de Química y Física, des del volum 1 (1903) fins al volum 30 (1928), (ISSN 0365-6675, CODEN ASEFAR).
- Anales de la Real Sociedad Española de Química y Física, des del volum 31 (1929) fina el volum 36 (1940), (ISSN 0365-6675, CODEN ASEFAR).
- Anales de Química y Física, des del volum 37 (1941) fins al volum 43 (1947), (ISSN 0365-2351, CODEN AFQMAH).

A partir del volum 44 (1948), la revista es va dividir en dos títols de sèrie:
- Anales de la Real Sociedad Española de Física y Química / Serie A, Física, des del volum 44 (1948) fins al volum 63 (1967) (ISSN 0034-0871, CODEN ARSFAM).
- Anales de la Real Sociedad Española de Física y Química / Serie B, Química, des del volum (1948) fins al volum 63 (1967), (ISSN 0034-088X, CODEN ARSQAL).

Des del volum 64 (1968) fins al volum 75 (1979), la sèrie A (Física) es va convertir en la revista Anales de Física (ISSN 0365-4818, CODEN ANFIA6) i la sèrie B (Química) es va continuar publicant amb el títol Anales de Química (ISSN 0365-4990, CODEN ANQUBU).